# Bauersberg (Spessart)
Der Bauersberg ist ein 308 Meter hoher Berg bei Mömbris im Spessart im bayerischen Landkreis Aschaffenburg.

## Geographie

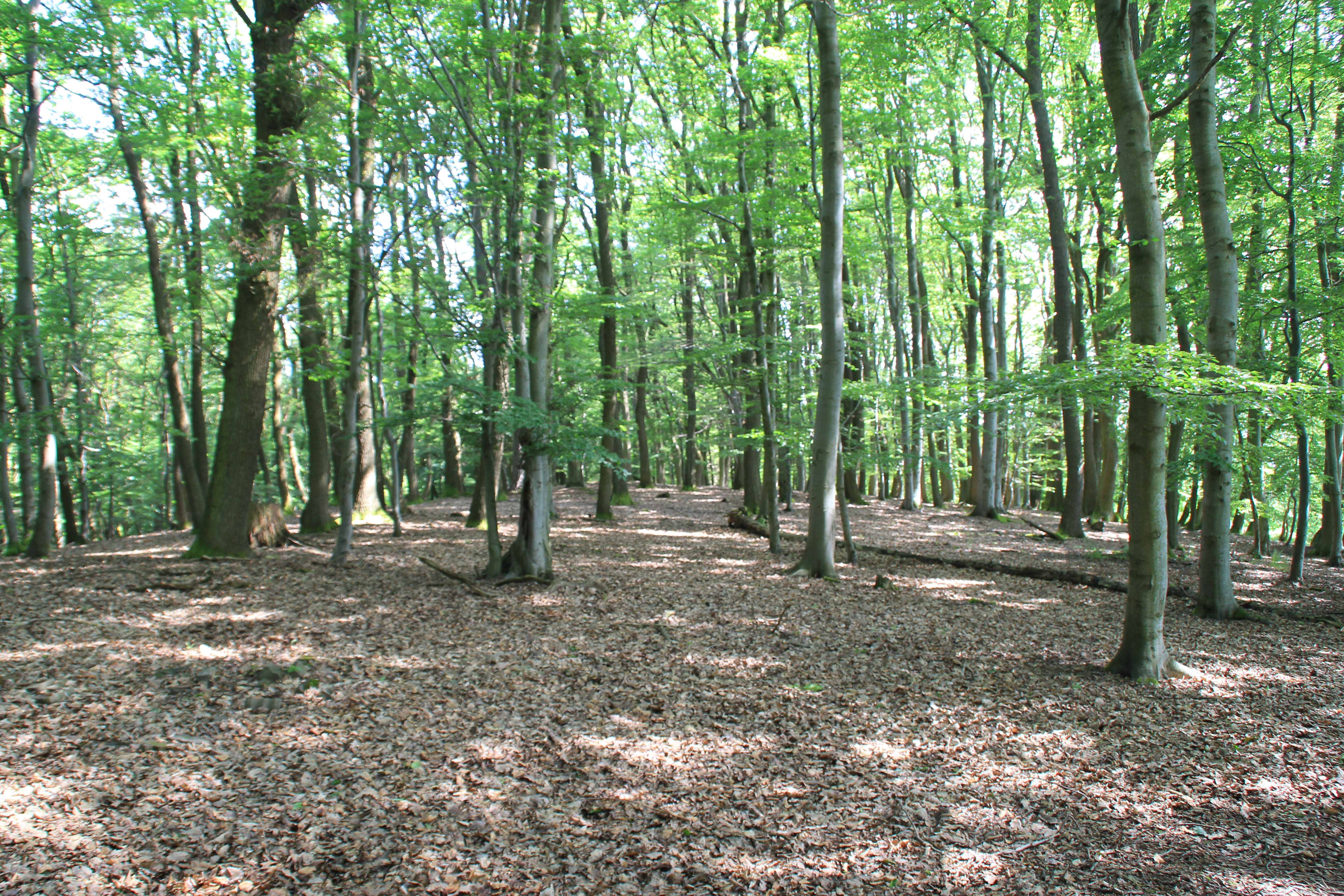
Gipfelbereich

Am Fuße des Bauersberges liegen im Osten die zu Mömbris gehörenden Orte Fronhofen und Strötzbach im Kahltal. Südwestlich befindet sich das Dorf Rappach. Der Bauersberg wird im Norden durch den Fleutersbach begrenzt. Die südliche Begrenzung ist das Tal eines Baches, der der Antoniusquelle, am früheren Platz des heute nicht mehr bestehenden Dorfes Karlesberg, entspringt. Oberhalb von Rappach geht der Berg flach zur Kleinen Mark bei Molkenberg und weiter zum Hahnenkammrücken über. Nur die nördliche Bergseite ist bewaldet. An den südlichen Hängen des Bauersberges befinden sich Streuobstwiesen. Von dort ist bei gutem Wetter ein weiter Blick bis zum Geiersberg (586 m) möglich.
Nach dem Bauersberg sind in Strötzbach die Straßen Bauersberger Hohle und Am Bauersberg benannt. Von der Straße Bauersberger Hohle führt der gleichnamige geschützte Landschaftsbestandteil (LB-01258) zum Bauersberg.